# Grimbergen
Grimbergen – miejscowość i gmina (gemeente) w Belgii, w Regionie Flamandzkim, w prowincji Brabancja Flamandzka, w okręgu Halle-Vilvoorde. 1 stycznia 2024 roku liczyła 39 860 mieszkańców.

## Podział administracyjny
W skład gminy wchodzą trzy dzielnice (deelgemeente):
- Beigem
- Humbeek
- Strombeek-Bever

## Sport
Eurostadion to planowany i niezrealizowany stadion piłkarski w gminie.

## Współpraca
Miejscowości partnerskie:
- Saalfelden am Steinernen Meer, Austria

## Transport
W gminie znajduje się lotnisko Grimbergen.